# Анновка (Томаковский район)
Анновка (укр. Ганнівка) — село, Владимировский сельский совет, Томаковский район, Днепропетровская область, Украина.
Код КОАТУУ — 1225481002. Население по переписи 2001 года составляло 50 человек .

## Географическое положение
Село Анновка находится на расстоянии в 1 км от села Запорожская Балка и в 1,5 км от села Жмерино.